# Nechyrus
Nechyrus är ett släkte av skalbaggar. Nechyrus ingår i familjen vivlar.

## Dottertaxa tillNechyrus, i alfabetisk ordning[1]
- Nechyrus ater
- Nechyrus bifasciatus
- Nechyrus bifasciculatus
- Nechyrus concussus
- Nechyrus cribratus
- Nechyrus cristulatus
- Nechyrus decisus
- Nechyrus destitutus
- Nechyrus destituus
- Nechyrus funebris
- Nechyrus geniculatus
- Nechyrus humeralis
- Nechyrus humerosus
- Nechyrus incomptus
- Nechyrus indignus
- Nechyrus laticollis
- Nechyrus latipennis
- Nechyrus legitimus
- Nechyrus lemur
- Nechyrus lineicollis
- Nechyrus mollipes
- Nechyrus notatus
- Nechyrus paniscus
- Nechyrus philippinensis
- Nechyrus porcatus
- Nechyrus princeps
- Nechyrus puncticollis
- Nechyrus restrictus
- Nechyrus ruidus
- Nechyrus satanas
- Nechyrus satyrus
- Nechyrus scutellatus
- Nechyrus similis
- Nechyrus ventralis